# Gunderich
Gunderich (* 379; † 428) war König der Vandalen und der Alanen. Er regierte von 406/407 bis 428.

## Leben
Gunderich folgte seinem Vater Godigisel als König der hasdingischen Vandalen nach, nachdem Godigisel bei einer Schlacht mit fränkischen Foederaten bei der Überquerung des Rheins gestorben war (siehe Rheinübergang von 406). Unter Gunderichs Führung zogen die Vandalen plündernd durch Gallien. Unter dem Druck der Truppen des Usurpators Konstantin und fränkischer Truppen überschritten die Vandalen unter Gunderich 409 die Pyrenäen. Im Jahre 411 wurden sie kurzzeitig als Foederaten Westroms in Nordspanien angesiedelt und drängten die Sueben nach Nordwestspanien ab.
Als 416 die Westgoten als römische Verbündete nach Spanien vordrangen, wichen die Vandalen nach Andalusien aus. Im Jahre 418 unterstellten sich die Reste der Silingen und der Alanen, deren König in einer Schlacht gefallen war, Gunderich, der sich fortan Rex Vandalorum et Alanorum (König der Vandalen und Alanen) nannte. Er unterstützte den Usurpator Maximus und konnte mehrere gegen ihn aufgebotene römische Heere besiegen.
Um 425 hatte Gunderich seine Machtposition in Südspanien gefestigt. Bereits unter Gunderich begannen die Vandalen eine schlagkräftige Flotte aufzubauen, mit der sie unter anderem die Balearen und die Küste Nordafrikas plünderten. Eventuell plante er bereits eine Invasion der reichen römischen Provinz Africa.
Bei der Plünderung Sevillas 428 kam Gunderich ums Leben (einige Quellen behaupten, dass er von Geiserich ermordet wurde). Seine beiden noch minderjährigen Söhne wurden in der Thronfolge übergangen und später ermordet. Sein Halbbruder Geiserich, obwohl nur unehelicher Sohn Godigisels mit einer versklavten Römerin, wurde sein Nachfolger als König der Vandalen.